# カラカイア山 (トリアレティ山脈)
カラカイア山（グルジア語: ყარაყაია、グルジア語ラテン翻字: Karakaia）あるいはシャヴィクルデ山（グルジア語: შავიკლდე、グルジア語ラテン翻字: Shaviklde）は、ジョージアのサムツヘ＝ジャヴァヘティ州にある山。ボルジョミ地区とアスピンザ地区の境界上に位置する。トリアレティ山脈の最高峰であり、標高は2,850メートルである。
クラ川の源流が存在している。北方にはツィヒスジヴァリ村がある。地質は始新世の火山岩で構成されており、亜高山性や高山性の草が生えている。